# Valery Gopin
Valery Pavlovich Gopin (em russo:  Валерий Павлович Гопин; Seltsovo, 8 de maio de 1964) é um ex-handebolista profissional russo, bicampeão olímpico.